# Jan Terlouw
Jan Cornelis Terlouw (ur. 15 listopada 1931 w Kamperveen w prowincji Overijssel, zm. 16 maja 2025 w Twello w prowincji Geldria) – holenderski polityk, fizyk i pisarz, były parlamentarzysta, minister oraz wicepremier, od 1973 do 1982 lider Demokratów 66, autor literatury dziecięcej.

## Życiorys
Studiował fizykę i matematykę na Uniwersytecie w Utrechcie. W 1956 uzyskał magisterium, a w 1964 doktorat. Od 1958 do 1971 był pracownikiem naukowym w instytucie FOM, w międzyczasie pracował również w Instytucie Technicznym Massachusetts oraz w Królewskim Instytucie Technicznym w Sztokholmie.
W 1967 wstąpił do partii Demokraci 66. W latach 1970–1971 był radnym miejskim w Utrechcie. W 1971 po raz pierwszy objął mandat posła do Tweede Kamer, w niższej izbie holenderskiego parlamentu zasiadał do 1981. W 1973 został nowym liderem politycznym Demokratów 66, zastępując Hansa van Mierlo. Funkcję tę pełnił do 1982. Od września 1981 do listopada 1982 sprawował urzędy wicepremiera i ministra spraw gospodarczych w dwóch gabinetach Driesa van Agta.
W latach 1983–1991 był sekretarzem generalnym Europejskiej Konferencji Ministrów Transportu. Od 1991 do 1996 jako komisarz królowej kierował administracją prowincji Geldria. W latach 1999–2003 wchodził w skład Eerste Kamer.
Jednocześnie zajmował się pisarstwem. Debiutował w 1970 książką dla dzieci zatytułowaną Pjotr. Publikował głównie utwory dla dzieci (m.in. Koning van Katoren, Oom Willibrord, Bij ons in Caddum), wydał także takie powieści jak De derde kamer i Morgen brengen oraz autobiografię Achter de barricaden. Dwukrotnie wyróżniany holenderską nagrodą Gouden Griffel przyznawaną autorom literatury dziecięcej i młodzieżowej. Jego utwory zostały przetłumaczone na blisko 20 języków.

## Odznaczenia
- Komandor Orderu Oranje-Nassau (Holandia)
- Oficer Legii Honorowej (Francja)[7]